# عبد السند يمامة
عبد السند يمامة هو رئيس حزب الوفد الجديد منذ عام 2022 وأستاذ ورئيس قسم القانون الدولي الخاص بكلية الحقوق جامعة المنوفية، ورئيس المركز الدولي للتحكيم والتوفيق والوساطة والملكية الفكرية، حصل على الدكتوراه في الاستثمار الأجنبي بمصر، من جامعة نانسي بفرنسا، كما عمل محاميا لرابطة العالم الإسلامي.
هو عضوا بالهيئة العليا لحزب الوفد لمدة 3 دورات متواصلة، بالإضافة إلى توليه منصب رئيس اللجنة التشريعية والدستورية سابقا.
في 18 يونيو 2023 أعلن ترشحه لانتخابات الرئاسة المصرية 2024.

## النشاط السياسي
يمامة هو عضو في حزب الوفد منذ عام 2004، وعضو في الهيئة العليا للحزب حاليا لمدة 3 دورات متتالية، ورئيس اللجنة التشريعية والدستورية سابقا وعميد معهد الدراسات السياسية بالحزب، وعضو لجنة المائة عن حزب الوفد التى وضعت دستور 2012. هو محامٍ أمام محكمة النقض المصرية مقيد بالجدول العام لنقابة المحامين عام 1974 و حتى الآن.

### رئاسة حزب الوفد الجديد
أعلنت اللجنة القضائية المشرفة على انتخابات رئاسة الحزب عام 2022 ، فوز عبد السند يمامة برئاسة حزب الوفد لفترة انتخابية تمتد لعام 2026، وذلك بعد أن حصل بهاء الدين أبو شقة الرئيس السابق للوفد على 1548 صوتا انتخابيًا، في حين حصل عبد السند يمامة على 1668 صوتا انتخابيا.
وكان عبد السند  يمامة، عضوا بالهيئة العليا لحزب الوفد لمدة 3 دورات متواصلة، بالإضافة إلى توليه منصب رئيس اللجنة التشريعية والدستورية سابقا.

## الانتخابات الرئاسية 2024
بتاريخ 18 يونيو 2023 أعلنت الهيئة العليا لحزب الوفد الجديد الموافقة على ترشحه للانتخابات الرئاسية. وأنه من المرشحين المحتملين للانتخابات بعد الاجتماع مع أعضاء الحزب في مجلس النواب.